# Piau Engaly
Piau-Engaly es una estación de esquí situada en el corazón de los Pirineos, en el departamento de Hautes-Pyrénées, en la región de Occitania, en Francia. Se encuentra cerca de la frontera española por el túnel de Bielsa. Sus cotas van desde los 1400 hasta los 2528 metros.
Es la estación más cercana a la comarca española de Sobrarbe.

## Descripción
Piau Engaly, que cuenta con 65 kilómetros de pistas balizadas, es un centro invernal de mediano tamaño. Está situado en los Altos Pirineos, en el valle de Aure, comarca de Aragnouet. 
Piau cuenta con pistas amplias y abiertas, exigentes y también con pistas que discurren entre árboles en la parte baja.
La estación, de orientación norte, dispone durante toda la temporada de abundantes precipitaciones y de bajas temperaturas (debido a su situación en el pirineo central). Todo ello asegura grandes espesores de nieve que, de hecho, se encuentra garantizada por contrato. Esta condición, junto a su extensión, a sus más de 1000 metros de desnivel, a la escasa masificación y a la buena situación de la urbanización hacen de ella una de las estaciones de esquí más apreciadas para el esquí familiar.